# Эгитуйский дацан
Эгиту́йский даца́н «Дамчо́й Равжели́нг» (бур. Эгэтын дасан; тиб. དམ་ཆོས་རབ་རྒྱས་གླིང, Вайли dam chos rab rgyas gling — «Место полного развития святой Дхармы») — буддийский монастырь (дацан) в Республике Бурятия, находящийся в 250 км к востоку от Улан-Удэ в Еравнинском районе, в 1,5 км северо-западнее села Эгита, на правом берегу речки Хара-Шэбэр (правый приток Эгиты).
Относится к Буддийской традиционной Сангхе России. В дацане хранится святыня мирового буддизма — Сандаловый Будда (Зандан Жуу) — являющаяся по преданию единственной прижизненной скульптурой Будды Шакьямуни.

## История

### Основание дацана
Монастырь основан в 1820 году по ходатайству мирян на добровольно собранные пожертвования на правобережье реки Эгитуй (Эгита). Официально признан в 1826 году и считался филиалом Анинского дацана. Востоковед А. М. Позднеев писал, что Эгитуйский дацан был построен бурятами тайно, с разрешения бывшей Бурятской главной конторы одиннадцати хоринских родов. В местной легенде говорится, что «место для дацана искали почти три года. Один из старейшин рода моодхон харгана, слепой Уунтын Гэлэн, три года обращался к астрологам разных дацанов. Даже ездил в Монголию к Богдо-гэгэну. Все указывали ему на это место на восточном берегу реки Маракта, в местности Хара-Шибирь. Деревья для будущего храма подбирали особенно тщательно. Сам незрячий старейшина Уунтын Гэлэн определял их пригодность, стуча посохом».

### Дацан до 1937 года
Эгитуйский дацан был крупным центром буддизма — здесь проводились мистерии Цам. Состоял из четырёх дуганов. Вокруг соборного храма, Цогчен-дугана, располагались три дугана-сумэ — философский, медицинский и астрологический. При монастыре была типография с несколькими тысячами клише. Имелись ксилографические печатные доски для десяти наименований книг. Здесь в конце 1910-х годов хувараком обучался грамотности будущий народный поэт Бурятии Шираб Нимбуев.

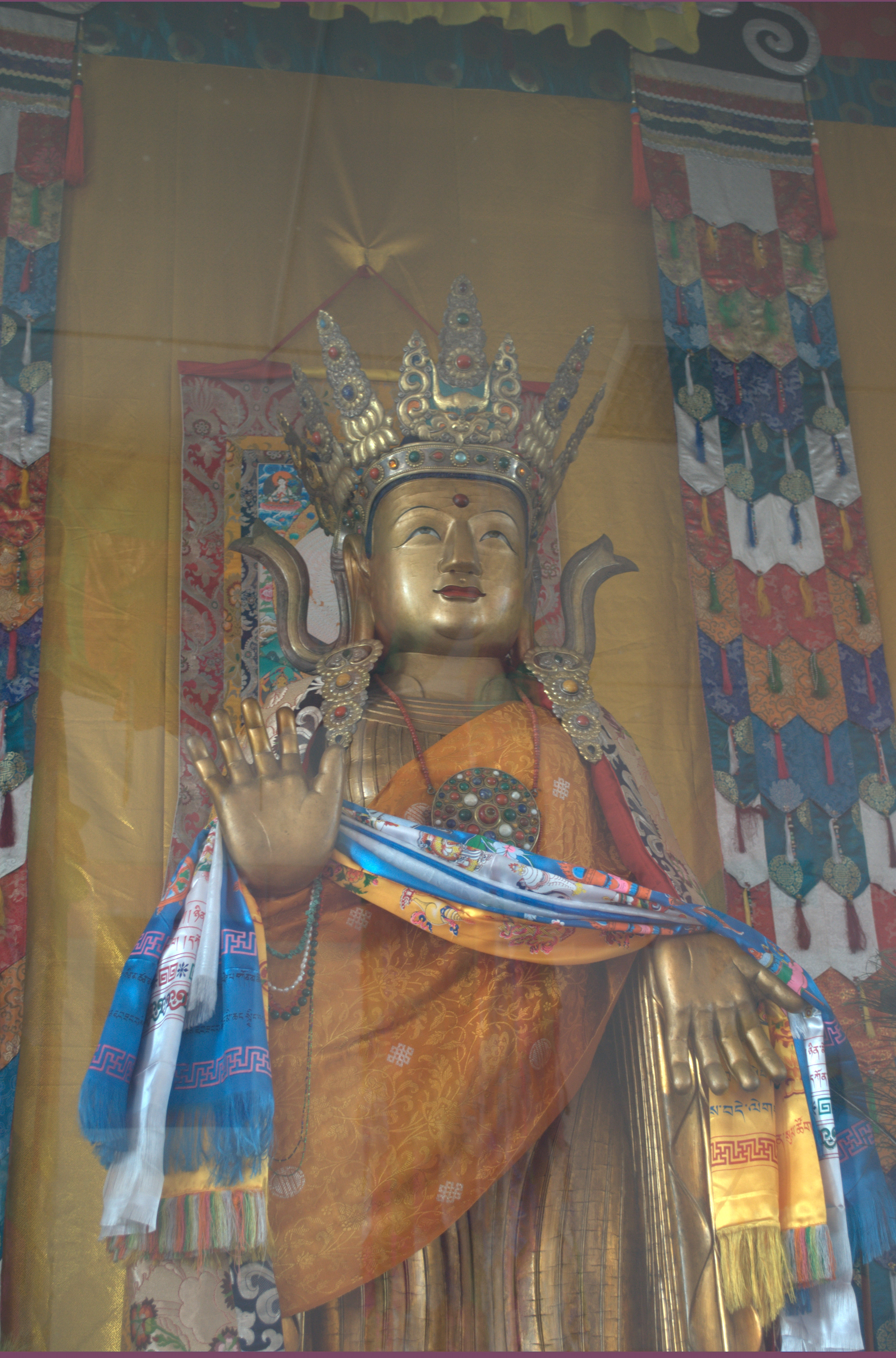
Сандаловый Будда.

В 1934 году в дацане насчитывалось около 12 храмов и 8 строений. Также при дацане было 103 отдельных двора и 216 жилых помещений. В скульптурах использовалась глина из близлежащего озера Ухэр-Нур, которая ценилась тем, что была жирно-масляная и не давала трещин. Рядом с дацаном были сооружены четыре храма-сумэ: Хурдэ, Майдари, Аюши, Дара-эхэ. На территории монастыря были классы буддийской философии в дугане Чойра и медицины в дугане Мамба, классы совершения молебнов, изготовления святой воды — аршана и благовоний — адиса. Именно здесь получил свои уникальные знания целителя 21-й Пандито Хамбо-лама Мунко Цыбиков. Перед закрытием в дацане числился 41 учёный лама.

### Ликвидация дацана
В 1937 году Эгитуйский дацан был закрыт и разрушен. Выписка из Госархива: «Ликвидирован постановлением № 425 от 22 декабря 1937 г. Постановлением Еравнинского аймачного РКП(б) от 5 марта 1938 г. возбуждено ходатайство об установлении колхозного театра в здании дацана и передачи ему всего имущества бывшего Эгетуйского дацана». Вспоминает пенсионер Г. Д. Дабаев: «Сколько статуй увезли грузовиками и переплавили в печах ПВЗ на цветной металл, уму непостижимо… вокруг дацана росла черёмуховая роща. Зачем её-то уничтожили?». «Другие старики вспоминают, как в детстве поразились тому, как неожиданно побелела долина Эгиты до самого горизонта. Только вместо снега люди с ужасом увидели листы из священных книг».

### Обретение Сандалового Будды

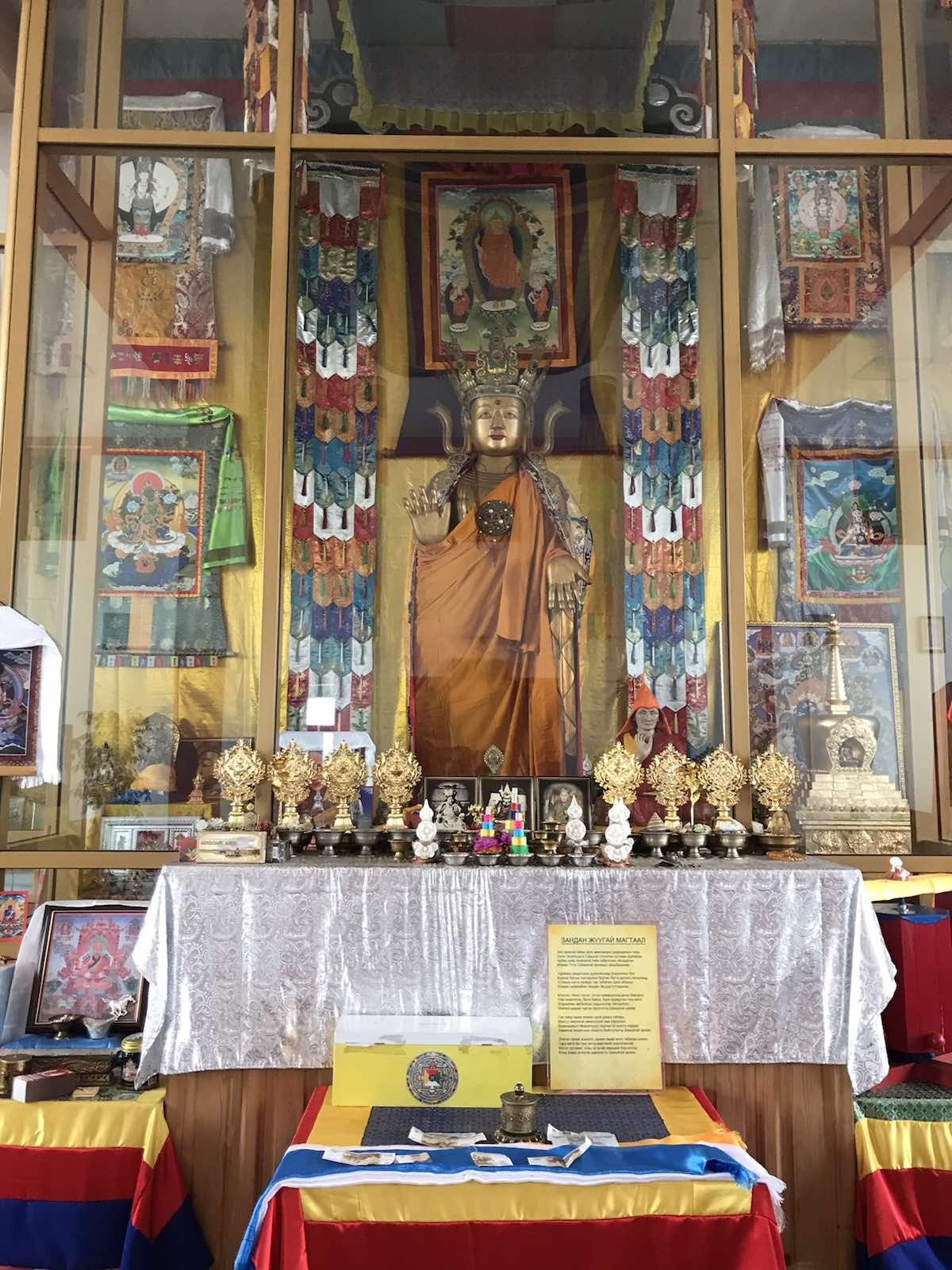
Общий вид алтаря со статуей Зандан-Жуу

В 1901 году в Эгитуйский дацан доставили Сандалового Будду (Зандан Жуу) — буддийскую святыню, вывезенную из Китая в качестве трофея после подавления Боксёрского восстания. Скульптура Будды, высотой 2 м 18 см, сделана из сандалового дерева, по преданиям, 2500 лет назад по заказу раджи Уддияны. Считается первой в истории статуей Будды и единственной, сделанной при его жизни.
По одной из версий, Зандан Жуу доставили в Еравну благодаря невероятным усилиям соржо-ламы Эгитуйского дацана Гомбо Доржо Эрдынеева. По утверждению местных жителей, соржо-лама лично ездил в охваченный восстанием и смутой Китай. Статуя была куплена ламами дацана и на санях доставлена в Еравну. По прибытии была изготовлена металлическая копия, размещенная в дацане, оригинал же был спрятан. По другой версии, статуя была вывезена бурятскими казаками из охваченного пожаром монастыря в Пекине после разгрома Боксёрского восстания.
Во время гражданской войны японские интервенты узнали о местонахождение Зандан Жуу. По приезде им показали копию и они уехали ни с чем. До 1935 года статуя находилась в одном из сумэ Эгитуйского дацана и была объектом поклонения и почитания. В период гонений на религию Сандаловый Будда был перевезён в Улан-Удэ и хранился в фондах Музея истории Бурятии.
В конце 1980-х годов усилиями Пандито Хамбо-ламы Мунко Цыбикова статую вернули верующим. 25 сентября 1991 года Зандан Жуу вертолётом перевезли в Эгитуйский дацан. Для мировой буддийской святыни было построено специальное отдельное здание по современным технологиям, с поддержанием постоянного микроклимата. Храм-дворец Сандалового Будды был освящён в 2008 году, внешние стены здания облицованы плиткой для пожароустойчивости. 22 апреля 2003 года Буддийская традиционная сангха России постановила: «Утвердить в качестве буддийских святынь России: статую Зандан Жуу, Атлас тибетской медицины, нетленное тело Хамбо Ламы Д.-Д. Итигэлова».

## Галерея

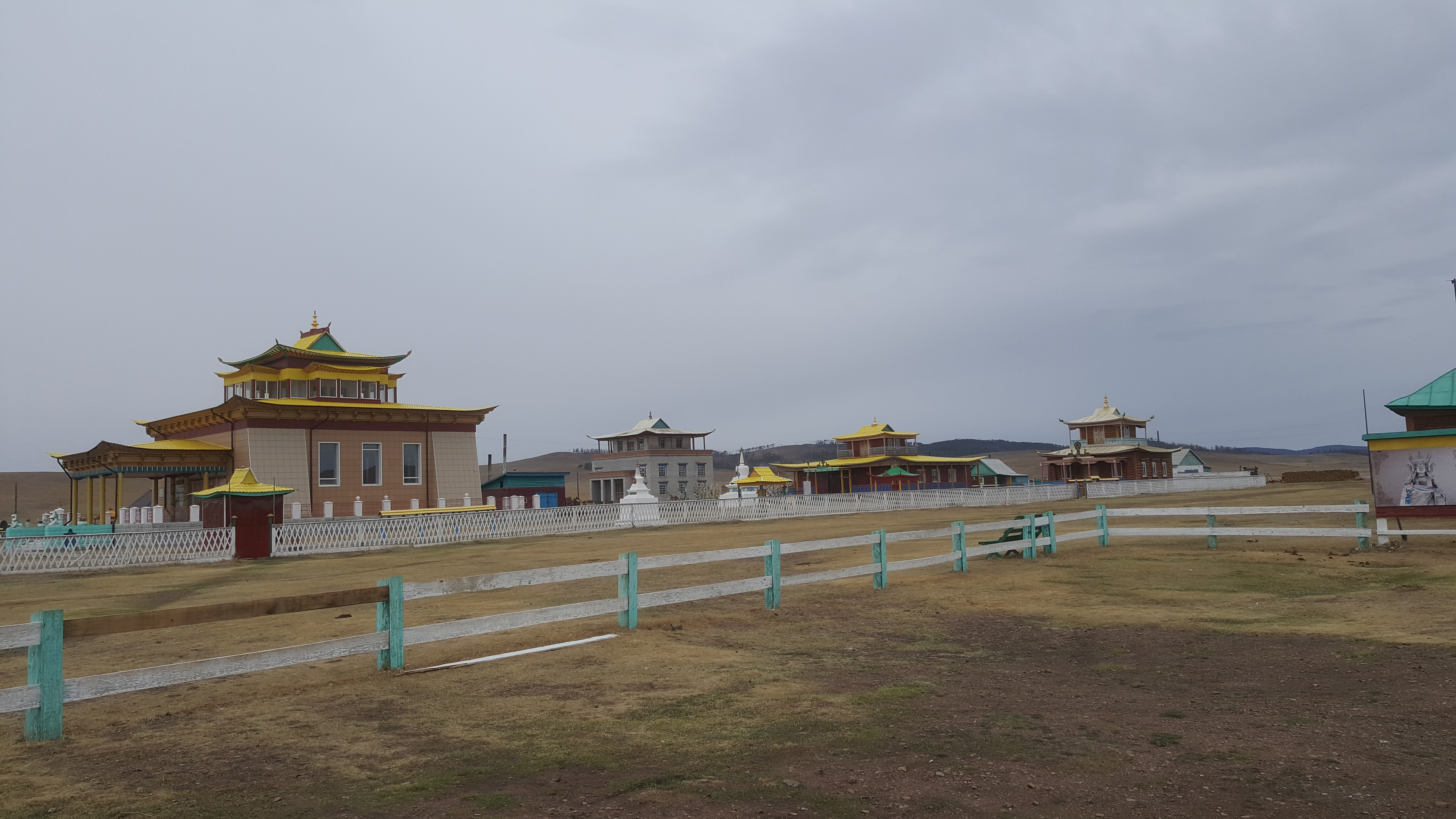
Дуганы
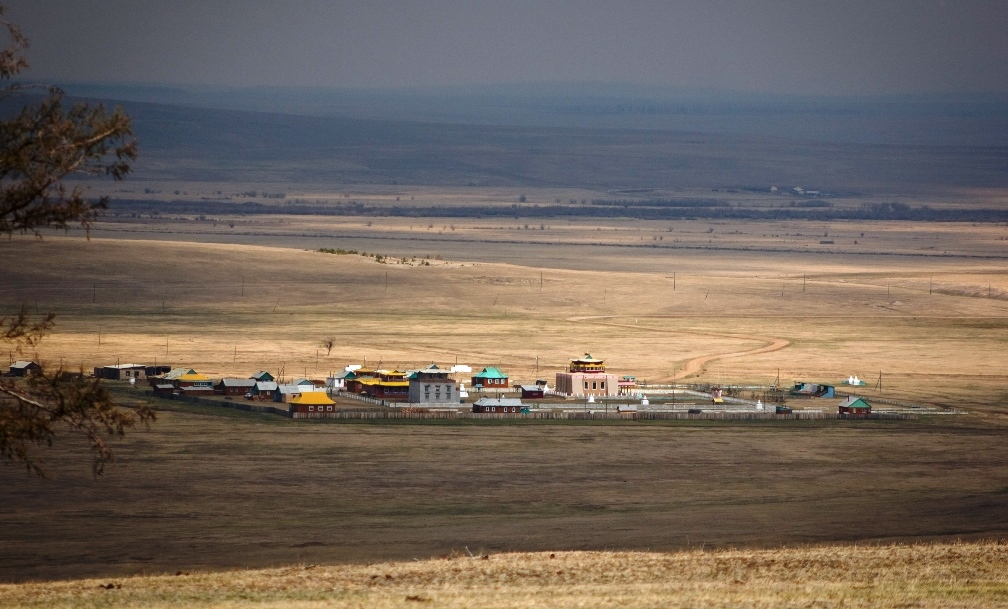
Комплекс
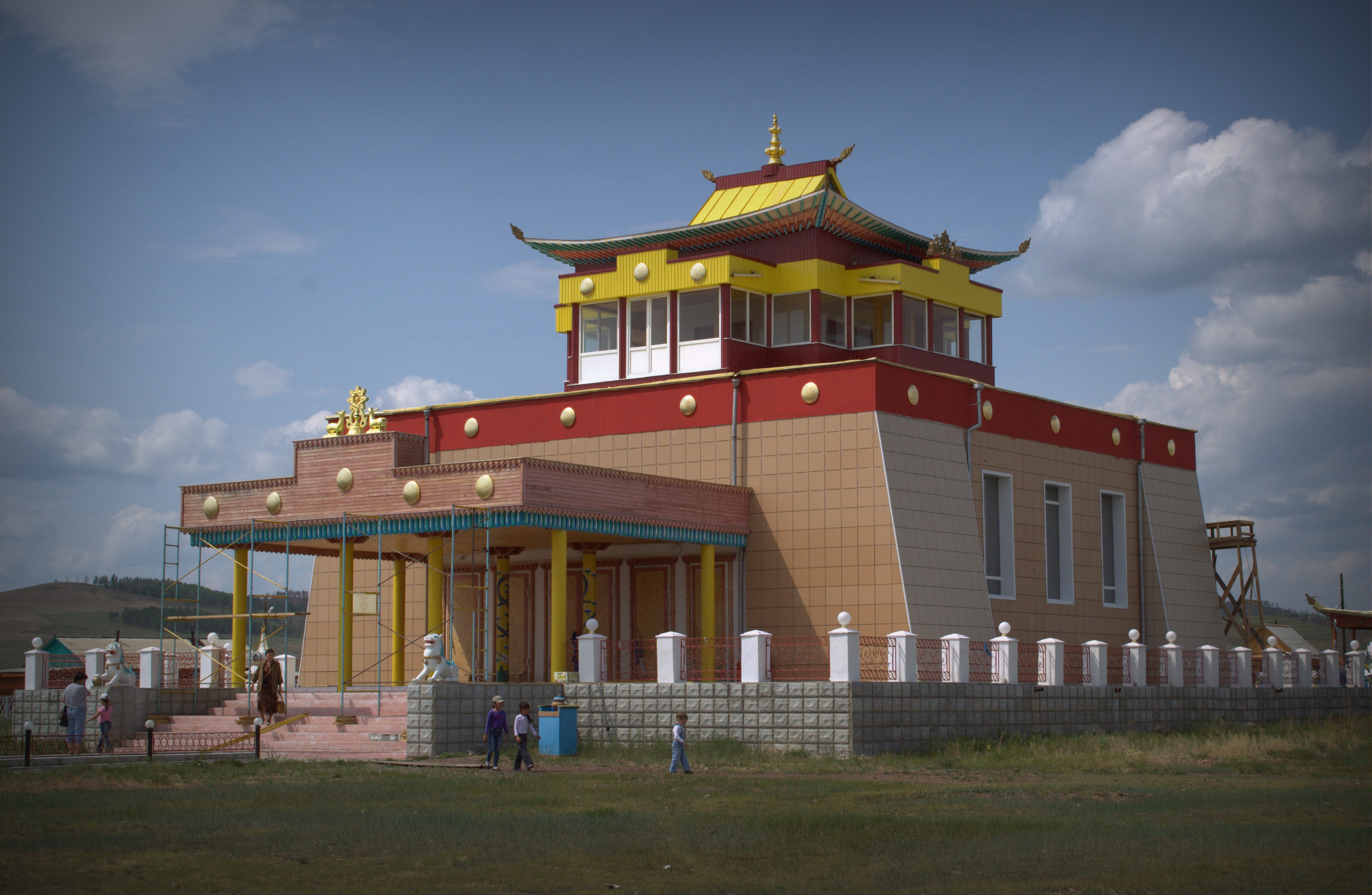
Цогчен-дуган